# Liščí hřeben
Liščí hřeben je krátký horský hřeben nacházející se v centrálních Krkonoších (geomorfologický podcelek Krkonošské rozsochy / geomorfologický okrsek Černohorská hornatina / geomorfologický podokrsek Černohorská rozsocha).
Liščí hřeben se nachází na spojnici vrcholů Liščí hory a Zadní Planiny, které jsou od sebe vzdálené asi 2,5 kilometru. Nadmořská výška hřebenu v prostoru mezi svahy obou koncových hor je asi 1320 metrů. Orientován je od severozápadu na jihovýchod. Pod severovýchodním bočním svahem se nachází Zelený důl, pod jihozápadním bočním svahem údolí Kotelského potoka. Hřeben kopíruje červeně značená turistická trasa 0407 vedoucí z Černé hory na Luční boudu, po které je zakázán provoz silničních vozidel a kol. Jediná stavba na hřebenu se nachází v jeho severozápadním zakončení na úpatí Zadní Planiny. Jedná se o Chalupu na rozcestí, která slouží veřejnosti jako občerstvení. U ní se nachází i významné turistické rozcestí, kde z již zmíněné červené značky odbočuje trasa 0406 do Vrchlabí a prochází zeleně značená trasa 4206 Pec pod Sněžkou – Špindlerův Mlýn. Hřeben je porostlý klečí a nízkými smrky. Nachází se na území Krknošského národního parku.